# プライムこうち
『プライムこうち』は、2018年10月1日より高知さんさんテレビで夕方に放送されている高知県向けのローカルワイドニュース番組。4月2日から9月28日までは『さんさんプライムニュース』として放送されていたが、10月1日より現在のタイトルに変更しリニューアルした。週末版は『プライムこうち イブニング』（2019年4月から『FNN Live News イット!』）のタイトルで放送する。

## 番組概要
キー局・フジテレビが『みんなのニュース』に代わり、『プライムニュース イブニング』をスタートさせることに伴い、高知県ローカルパートとして放送開始。さんさんテレビは、開局からローカルパートのニュースに「SUNSUN」を冠してきたが、『プライムニュース』になってから開局以来初めて平仮名の「さんさん」を冠した。
2018年10月1日より、番組タイトルが『プライムこうち』に変更。オープニングは引き続き『プライムニュース イブニング』と同一のものを使用。また、同10月5日より『プライムこうちF』（毎週金曜日15:50-）の放送が開始。当番組で開局以来初めて局名冠から、高知を平仮名で表す「こうち」に改めた。また番組タイトルに「ニュース」が付かないのは『SUNSUNザ・ヒューマン』以来となる。
2019年4月から、フジテレビが夕方枠で新報道番組『Live News イット!』を開始するが、ローカル枠については「プライムこうち」が継続放送される。全国枠とローカル枠で番組名が完全に異なるのは開局以来初めて。なお、同時期から土曜・日曜については『FNN Live News イット!』のタイトルで放送される。
フジテレビの系列局では、地上波における『プライムニュース』シリーズの終了後も、さんさんテレビとテレビ新広島がローカルニュースのタイトルに「プライム」を使い続けていた（テレビ新広島でのタイトルは『TSSプライムニュース』）。しかし、『TSSプライムニュース』が2021年2月19日で終了したことに伴って、翌週（22日）以降はローカルニュースのタイトルに「プライム」を冠する局がさんさんテレビに限られている。

## 放送時間（2020年9月末から）
- 月 - 木曜日 18:09 - 19:00（18:45以降は東京から『イット!・第3部』の関東ローカル枠を当番組内包扱いで部分ネット[1]）※15:45 - 18:09は『イット!』の第1・2部全編および第3部全国ネット枠を単独番組扱いで同時ネット。
  - 2021年4月以降、一部の祝日は18:46頃からの短縮放送となり、キャスターもさんさんテレビアナウンサーによるシフト勤務かつ1人体制となる。このため、18:46頃までは引き続き東京から『イット!』を放送し、関東ローカルのフラッシュニュース・「ガチャピンと使える天気（関東地方の天気予報）」・「しらべてみたら」を臨時ネット、18:44頃の提供クレジット部分までで飛び降りた後CMを挟んで短縮版の当番組が開始される。
- 土・日曜日は17:30 - 17:55に『FNN Live News イット!』のタイトルで放送。
- 2020年5月11日から5月15日まで、当番組と『プライムこうちF』は18:48頃 - 19:00に繰り下げ・短縮して放送された（18:48頃までは引き続き東京から『イット!』を同時ネット）[2]。

## 番組の流れ
- 18:09:30  オープニング
- 18:10頃 県内のニュース①
- 18:18頃 PRIME+（特集コーナー）
- 18:26頃 県内のニュース②・近県の話題
- 18:33頃 WEATHER（高知県の天気予報）
- 18:38頃 ホスピタルインフォメーション（月曜・水曜）、知っとく高知県（火曜・木曜）
- 18:42頃 翌日の予定（木曜日の場合は翌日の『プライムこうちF』の予告）
  - 予定を伝えた後、野村もしくは正木が「それではまた明日」と一言入れる。
- 18:42.30 ローカルパート終了、180秒間のスポットCM
- 18:45.30 取材center24（フジテレビ発、『イット!』の同名コーナーを同時ネット）
  - ここから19:00までリアルタイム字幕放送にも対応。
- 18:59頃 ガチャピンからひとこと天気（フジテレビ発、『イット!』の同名コーナーを同時ネット）
- 19:00 番組終了

## キャスター
出演者はすべて、高知さんさんテレビのアナウンサー。
- 野村舞（月・火）
- 遠藤圭介（月・火）
- 川辺世里奈（水・木）
- 玉井新平（水・木）